# Огюст Коленкур
Огюст Коленкур (*Auguste Jean-Gabriel de Caulaincourt, 16 вересня 1777 —†7 вересня 1812) — французький генерал часів Першої імперії.

## Життєпис
Народився у 1777 році у м. Коленкур у родині королівського офіцера маркіза Габріеля-Луїса Коленкура. Наслідував своєму братові Арману, поступив на службу в полк кірасир короля 14 червня 1792 року. В подальшому підтримав Французьку революцію. Того ж року був призначений лейтенант за наказом Комітету громадського порятунку. Наступного року стає капітаном.
Відзначився у військовій кампанії 1799—1800 років в Італії, зокрема у битвах при Штокахі та Мутоні. Згодом воював в Тіролі та Граубюндені. після цього знову був в Італійській армії Бонапарта. Проявив хоробрість у битві при Маренго 1800 року, де був важко поранений. Втім відзначився у бою при Веделаго. Незабаром за свою витягу нагороджений Орденом Почесного легіону.
У військовій кампанії 1805 року Коленкур бився під Аустерліцем на чолі 41-го ескадрону драгун кавалерії резерву Великої армії. У 1806 році стає ад'ютантом Луї Бонапарта, короля Голландії. 10 серпня цього року отримує звання бригадного генерала. В Голландії він стає королівським конюшим, генерал-майором, повноважним міністром. У 1808 році Наполеон I надає Коленкур титул барона імперії. Того ж року приєднується до армії, що рушила до Іспанії. Тут Коленкур відзначився у численних битвах в Іспанії, а також в Португалії. За свою звитягу Коленкур 7 вересня 1809 року отримує звання дивізійного генералу та головування 8-го кавалерійського корпусу Армії Іспанії.
У 1810 році повертається до Франції, де стає графом імперії й командором Ордену Почесного легіону. Під час військової кампанії 1812 року Коленкур став головою генеральної штаб-квартири Наполеона I. У битві при Бородино командував 2-м кавалерійським корпусом. Під час відчайдушної атаки на батарею Раєвського Огюст Коленкур загинув.

## Родина
Дружина — Генрієтта-Бланш д'Обюссон (1795—1835)